# Byrd in Flight
Byrd in Flight è un album di Donald Byrd, pubblicato dalla Blue Note Records nel dicembre del 1960. Il disco fu registrato al Van Gelder Studio di Englewood Cliffs, New Jersey (Stati Uniti) nelle date indicate nella lista tracce.

## Tracce
Brani composti da Donald Byrd, tranne dove indicato
Lato A
1. Ghana – 7:18 – Registrato il 25 gennaio 1960
2. Little Boy Blue – 7:26 (Ethelbert Nevin, Eugene Field) – Registrato il 10 luglio 1960
3. Gate City – 5:03 (Duke Pearson) – Registrato il 17 gennaio 1960

Lato B
1. Lex – 7:36 – Registrato il 25 gennaio 1960
2. Bo – 6:32 (Duke Pearson) – Registrato il 10 luglio 1960
3. My Girl Shirl – 5:47 (Duke Pearson) – Registrato il 10 luglio 1960

Edizione CD del 1996, pubblicato dalla Blue Note Records
1. Ghana – 7:18 (Donald Byrd)
2. Little Boy Blue – 7:26 (E. Field, M. Aldelstein)
3. Gate City – 5:03 (Duke Pearson)
4. Lex – 7:36 (Donald Byrd)
5. Bo – 6:32 (Duke Pearson)
6. My Girl Shirl – 5:47 (Duke Pearson)
7. Child's Play – 6:55 (Duke Pearson) – Bonus Track
8. Carol – 5:40 (Donald Byrd) – Bonus Track
9. Soulful Kiddy – 5:37 (Donald Byrd) – Bonus Track

- Brani nr. 1, 4, 7 e 8 registrati il 25 gennaio 1960, Englewood Cliffs, New Jersey
- Brani nr. 2, 5 e 6 registrati il 10 luglio 1960, Englewood Cliffs, New Jersey
- Brani nr. 3 e 9 registrati il 17 gennaio 1960, Englewood Cliffs, New Jersey[1]

## Musicisti
LP - A1, A3 e B1 / CD - nr. 1, 3, 4, 7, 8 e 9
- Donald Byrd - tromba
- Hank Mobley - sassofono tenore
- Duke Pearson - pianoforte
- Doug Watkins - contrabbasso
- Lex Humphries - batteria

LP - A2, B2 e B3 / CD - nr. 2, 5 e 6
- Donald Byrd - tromba
- Jackie McLean - sassofono alto (tranne in Little Boy Blue)
- Duke Pearson - pianoforte
- Reggie Workman - contrabbasso
- Lex Humphries - batteria[4]